# USS LST-677
O USS LST-677 foi um navio de guerra norte-americano da classe LST que operou durante a Segunda Guerra Mundial.